# Pauridiantha pyramidata
Pauridiantha pyramidata là một loài thực vật có hoa trong họ Thiến thảo. Loài này được (K.Krause) Bremek. mô tả khoa học đầu tiên năm 1940.